# Oenopota morchi
Oenopota morchi är en snäckart som först beskrevs av Leche 1878.  Oenopota morchi ingår i släktet Oenopota och familjen kägelsnäckor. Inga underarter finns listade i Catalogue of Life.